# Municipio de Lumber
El municipio de Lumber (en inglés: Lumber Township) es un municipio ubicado en el condado de Cameron en el estado estadounidense de Pensilvania. En el año 2000 tenía una población de 241 habitantes y una densidad poblacional de 1.8 personas por km².

## Geografía
El municipio de Lumber se encuentra ubicado en las coordenadas 41°31′00″N 78°07′59″O / 41.51667, -78.13306.

## Demografía
Según la Oficina del Censo en 2000 los ingresos medios por hogar en la localidad eran de $23,750 y los ingresos medios por familia eran $32,500. Los hombres tenían unos ingresos medios de $44,375 frente a los $21,042 para las mujeres. La renta per cápita para la localidad era de $15,556. Alrededor del 7,7% de la población estaban por debajo del umbral de pobreza.